# Laboraria eta Laborarisa
Laboraria eta Laborarisa (Etxeko anderea) (« le cultivateur et la maîtresse de maison » en basque) forment un couple de personnages des mascarades souletines. Représentant la société agricole du pays, leur rôle pendant le spectacle est mineur et honorifique.  

## Description
Le couple revêt les habits traditionnels du dimanche des paysans basques. L'homme a une blouse, un béret et un pantalon sombres, un foulard de couleur ; il tient un aiguillon à piquer les bœufs. La femme tient un panier et porte une jupe et une blouse sombres. Au XIXe siècle le laboureur portait un drapeau, désormais dévolu à l'entseinari.
Si auparavant les deux rôles étaient attribués à des garçons, c'est de nos jours toujours une fille qui interprète Laborarisa.

## Étymologie
Laborari signifie littéralement « agriculteur, agricultrice ; cultivateur, cultivatrice » car il n'y a pas de masculin ou féminin en basque.
Laborarisa est aussi nommée etxeko anderea, soit « maîtresse de maison ». Différents auteurs traduisent les noms de ces deux personnages ainsi :
1. Laboraria eta Etxeko - anderea, « le cultivateur et la maîtresse de maison[4] » ;
2. Laboraria eta Etcheko anderea, « le laboureur et sa femme[5] » ;
3. laboraria eta laborarisa (etxeko andrea[6]) ;
4. Laboraria, le Paysan, et Laborarisa ou Etchekandere, la Paysanne maîtresse de maison[7].

## Rôle dans la mascarade
Au sein de la troupe des « Rouges  » (gorriak), les acteurs bien habillés qui représentent l'ordre et la société souletine, Laboraria et Laborarisa sont les personnages mineurs, sans grandes attributions. Ils suivent les notables Jauna eta Anderea et s'assoient à côté d'eux, mais n'entrent en scène que pour quelques danses comme le branle (bralia) ou des quadrilles et des contre-danses exécutées par couple, avec Jauna et Anderea. Leurs pas sont posés, dignes.
À midi, le couple est traditionnellement l'hôte de l'adjoint au maire du village dans lequel se déroule la mascarade.

## Parenté et interprétation
Dans une lecture socio-politique des mascarades, Laboraria et Laborarisa représentent les Souletins. Ce sont des personnages honorables, symboles de la société agricole libre, qui sont placés à côté du seigneur (Jauna) et de sa dame (Anderea).  
|                                                                      |
| Laboraria et Laborarisa dansent le branle, se tenant par un foulard. |